# Роберта Лінн Бондар
Робе́рта Лінн Бо́ндар (англ. Roberta Lynn Bondar; *4 грудня 1945, Су-Сент-Марі, (Онтаріо, Канада) — перша канадська жінка-астронавтка і перша лікарка-неврологиня, яка побувала в космосі.

## Життєпис
Народилася в родині батька етнічного українця родом з м. Городенка, Івано-Франківщини та мати англійського походження . Володіє українською мовою. З дитинства мріяла про професію вчительки. Батько обладнав для неї домашню лабораторію, де Роберта проводила різноманітні біологічні досліди. У школі дівчинка захопилася астрономією: спостерігала за зірками, читала наукову і фантастичну літературу.
Навчалася в Гвельфському університеті (1969), закінчила докторантуру в Торонтському університеті (дисертація в галузі медицини).
Р. Бондар — науковиця (неврологія). Вирішивши стати астронавтом, опанувала пілотування літаком. Працювала у військово-медичній школі Університету Макмастер у Гамільтоні, Університеті Західного Онтаріо, Медичному Центрі Бостону (США).
Зарахована до загону астронавтів (1984), закінчила підготування до космічного польоту в NASA (США). 22—30 січня 1992 року Р. Л. Бондар стала першою канадською жінкою-астронавтом.

## Вшанування
Володарка численних урядових нагород, обрана членом Королівського наукового товариства Канади, почесний доктор понад 20 університетів США й Канади. Член Конґресу Українців Канади.
Ім'я Р. Бондар — в Залі слави Канади. Її іменем названо кілька шкіл і науково-технічний гурток в Україні, а в рідному місті — парк. Астероїд головного поясу 13693 Бондар, відкритий 4 жовтня 1997 року, теж носить її ім'я.
На честь 25-річчя її космічної місії, в Канаді випустили колекційну срібну монету номіналом 25 доларів.